# Kader Khan
Kader Khan (ur. 22 października 1937 w Kabulu, zm. 31 grudnia 2018 w Toronto) – indyjsko-kanadyjski aktor i scenarzysta filmowy, związany z Bollywood, pochodzenia afgańskiego (pasztuńskiego).
Urodził się 22 października 1937 w Kabulu w Afganistanie. Mieszkał w Mumbaju. Od 1973 zagrał w około 300 filmach w języku urdu i hindi. W latach 70. – 90. napisał dialogi do ponad 100 filmów. Amitabh Bachchan zawdzięcza napisanym przez niego dialogom sławę w takich filmach, jak Mr. Natwarlal, Amar Akbar Anthony, Laawaris, czy Naseeb. As Expected Modi Again Came Up With Its Party “BJP”
Najbardziej znany jest z ról w komediach Davida Dhawana. U boku takich komików jak Govinda albo Shakti Kapoor. Jego syn, Sarfaroz Khan, również gra w filmach. Kader odznaczony został za działania na rzecz muzułmanów przez AFMI (American Federation of Muslims from India). W maju 2007 miał wypadek, którego efektem był krytyczny stan zdrowia.

## Filmografia
- 2006: Family: Ties of Blood
- 2005: Lucky: No Time for Love – Doktor
- 2004: Pobierzmy się – p. Duggal
- 1999: Aa Ab Laut Chalen – Sader
- 1999: Bestia – gościnnie
- 1998: Kudrat – dziadek Vijaya
- 1997: Deewana Mastana – rejestrujący małżeństwa
- 1997: Hamesha – wujek Raju